# Dichopleuropus spathulatus
Dichopleuropus spathulatus är en svampart som beskrevs av D.A. Reid 1965. Dichopleuropus spathulatus ingår i släktet Dichopleuropus och familjen Lachnocladiaceae.   Inga underarter finns listade i Catalogue of Life.